# Хајан
Сеусеренре Хајан или Хијан је био краљ Хикса из Петнаесте египатске династије, владао је Доњим Египтом у другој половини 17. века пре нове ере . Његово краљевско име Сеусеренре преводи се као „Онај кога је Ре учинио јаким“. Кхјан носи титуле египатског краља, али и титуле владара туђине (хека-кхасет). Каснија титула је типична ознака владара Хикса посебно, штo ниједан Египћански владар није имао.
Хајан је један од боље осведочених краљева из периода Хикса, познат по многим печатима и отисцима печата. Изванредни су предмети са његовим именом пронађени у Кнососу и Хатуши који указују на дипломатске контакте са Критом и Хетитима . Сфинга са његовим именом купљена је на уметничкој пијаци у Багдаду и могла би да демонстрира дипломатске контакте са Вавилоном, као пример односа Египта и Месопотамије, што би помогло египтолозима да више науче о односима Старог Египта и Хикса са другим државама.
1. ↑  Хијан титуларностАрхивирано 2007-09-27 на сајту